# Judith Forstmann
Selva Judit Forstmann (1945 – 10 tháng 4 năm 2009) là một chính trị gia của Đảng Công lý Argentina. Bà có vị trí trong Thượng viện Argentina đại diện cho tỉnh Santa Cruz trong khối đa số của Mặt trận Chiến thắng.
Forstmann được đào tạo ở Buenos Aires và La Plata. Bà chuyển đến thị trấn dầu mỏ Caleta Olivia vào năm 1973 và làm việc tại địa phương trong giáo dục và nghệ thuật và trở thành ủy viên hội đồng thành phố vào năm 1991.
Năm 1993, Forstmann được bầu vào cơ quan lập pháp tỉnh Santa Cruz. Bà được bầu lại vào năm 1997, 1999 và 2003. Trong Phòng đại biểu của Santa Cruz, bà là phó chủ tịch của Đảng Chính trị từ năm 1995, phó chủ tịch thứ hai của Phòng từ năm 1999 và phó chủ tịch thứ nhất từ năm 2006. Do nhiều lần từ chức và vị trí tuyển dụng, bà đã giữ chức Chủ tịch Phòng năm đó, và hậu quả là Phó thống đốc thực tế của tỉnh. Bà được bổ nhiệm vào Thượng viện quốc gia năm 2007 để lấp chỗ trống còn lại kể từ khi Alicia Kirchner rời đi để gia nhập chính phủ của Tổng thống Néstor Kirchner vào tháng 8 năm 2006.
Vào ngày 10 tháng 4 năm 2009, Forstmann và chồng bà đang đi trên một chiếc xe hai cầu ở Santa Cruz với một hướng dẫn viên câu cá. Chiếc xe bị dòng nước Barrancosa cuốn đi. Hai người đã được cứu nhưng Forstmann đã bị kéo đi và được tìm thấy trong trạng thái đã chết vào sáng hôm sau.